# Angelo Izzo
Angelo Izzo (Roma, 23 agosto 1955) è un criminale italiano. È noto soprattutto per essere stato uno dei tre autori, insieme a Gianni Guido e Andrea Ghira, del cosiddetto "massacro del Circeo", nonché responsabile di quello di Ferrazzano. Evaso più volte, sconta due condanne all'ergastolo.

## Biografia

### Anni giovanili
Angelo Izzo è il primo di quattro figli; il padre è un costruttore e la madre, laureata in lettere, si occupa della famiglia. Sin dai primi anni conduce una vita agiata: la sua famiglia abita al Trieste-Salario, quartiere della medio-alta borghesia romana confinante con i Parioli, e viene iscritto all'istituto San Leone Magno. Durante gli anni scolastici preferisce dedicarsi all'attività sportiva (equitazione, vela e sci nautico) anziché allo studio dimostrando una precoce propensione per gli sport di contatto, le arti marziali e il rugby; ben presto incomincia a nascere in lui anche la passione per la politica e a tredici anni entra a far parte della Giovane Italia, un'associazione studentesca dell'allora Movimento Sociale Italiano. Alla fine del 1969 ne viene espulso, insieme ad Andrea Ghira, accusato di usare il cortile interno della sezione missina Trieste-Salario per nascondere ciclomotori rubati. Negli anni successivi partecipa ad attività a metà strada fra eversione neonazista e criminalità ordinaria; successivamente, ne racconta gli atti al giudice Salvini nel 1995:
Sulle dichiarazioni il giudice ottiene significativi riscontri e può scrivere come Izzo fosse interno, già all'epoca, all'estrema destra neofascista: «Izzo e i suoi camerati non erano dei semplici "pariolini" di scarso livello politico, ma un gruppo di persone da tempo e profondamente inserite nelle strutture eversive della destra romana dei primi anni settanta».
Lo stile di vita di Izzo era sempre stato estremo. Iscritto alla facoltà di medicina e chirurgia, frequentava le lezioni saltuariamente.

### Primi reati
Allo studio preferiva frequentare bar e partecipare a festini organizzati in case di altri giovani estremisti di destra, durante i quali si mescolavano ideologia politica, droga e violenza sulle donne.
Aveva precedenti penali già prima del massacro del Circeo: nel 1972 venne denunciato per aver minacciato, con una pistola, un giovane studente. Nel 1973 venne arrestato per rapina insieme a Ghira, che fu condannato a 20 mesi di carcere, mentre Izzo fu prosciolto per insufficienza di prove.
Aveva inoltre violentato, insieme a Giampietro Parboni Arquati e Gianluca Sonnino, due ragazze minorenni, ricevendo nel maggio 1975 una condanna a due anni e mezzo con la condizionale, ed era in libertà vigilata.

### Il massacro del Circeo

Gianni Guido (a sinistra) e Angelo Izzo durante il processo per il massacro del Circeo

Il 29 settembre 1975 Izzo, Guido e Ghira si incontrarono alle 16 con Donatella Colasanti e Rosaria Lopez, due ragazze (di 17 e 19 anni rispettivamente) conosciute qualche giorno prima tramite un amico comune risultato poi estraneo ai fatti. Le due furono invitate al Circeo, nella villa di Ghira, in località "Punta Rossa": una volta a destinazione furono violentate, drogate, seviziate e massacrate per un totale di trentacinque ore; Lopez fu infine portata nel bagno del primo piano della villa, dove fu picchiata e annegata nella vasca da bagno, mentre Colasanti fu quasi strangolata con una cintura e picchiata selvaggiamente.
Le due, credute morte entrambe dai tre aggressori, furono poi nascoste nel bagagliaio dell'auto del padre di Guido, che i tre parcheggiarono in viale Pola, prima di recarsi a cenare. I lamenti della Colasanti, sopravvissuta alle violenze, attirarono l'attenzione di un metronotte che diede l'allarme: Izzo e Guido furono arrestati entro poche ore, mentre Ghira si diede alla latitanza; il 29 luglio 1976 tutti e tre furono condannati in primo grado all'ergastolo. La condanna fu confermata anche nei successivi gradi di giudizio per Izzo e Ghira, mentre a Guido furono riconosciute le attenuanti generiche in appello riducendo così la pena a trent'anni.

### Il carcere e le "collaborazioni"
Durante la detenzione Izzo manifestò più volte interesse a collaborare con la magistratura fornendo, grazie a presunte confidenze ricevute da altri carcerati di estrema destra, proprie versioni sulle stragi di piazza Fontana, di Bologna e di piazza della Loggia, sugli omicidi di Mino Pecorelli, Fausto e Iaio e Piersanti Mattarella, sulla morte di Giorgiana Masi e su molti altri episodi di terrorismo e di mafia. A volte le sue dichiarazioni hanno trovato riscontro, altre volte no; fu il primo a parlare della violenza subita da Franca Rame nel 1987: «Sia dal Bonazzi che dal Concutelli sentii dire che un episodio di violenza ai danni di Rame Franca fosse stato compiuto da alcuni tra i quali Angeli Angelo in esecuzione di un’azione studiata dai carabinieri».
Successivamente l'attrice, pubblicamente, anche in Tv e in interviste confermò lo stupro, avvenuto il 9 marzo 1973 (all'epoca sulla stampa era scritto che fosse stata solo vittima di percosse). Riguardo all'omicidio di Giorgiana Masi, Izzo ha riconosciuto le armi trovate, pochi giorni dopo l'omicidio della giovane, in piazza Augusto Imperatore, come appartenenti al suo gruppo e in disponibilità di Andrea Ghira. Effettivamente, per i controlli che si sono potuti fare su una delle armi, era così: «L'arma calibro 22 aveva il numero di matricola limato, ma ancora visibile, e così fu possibile risalire al proprietario al quale era stata sottratta: un industriale dei Parioli. L'imprenditore confermò che era sua, specificò che la sera del 30 ottobre 1973 tre uomini gli erano entrati in casa razziando armi e argenteria per un valore di 10 milioni di lire, dopo aver immobilizzato le tre donne che in quel momento si trovavano nell'abitazione. Una delle donne riconobbe uno dei tre, Andrea Ghira, 20 anni, figlio di un imprenditore edile [...] ».
Izzo accusò Valerio Fioravanti e Gilberto Cavallini dell'omicidio Mattarella: seppur a livello processuale all'epoca venne ritenuta più valida la pista mafiosa, negli ultimi tempi è stata rivalutata quella neofascista (o che comunque vedeva un legame fra Cosa Nostra ed eversione). La moglie di Piersanti Mattarella aveva effettivamente riconosciuto Fioravanti e l'ipotesi è avvalorata anche dal libro Piersanti Mattarella di Giovanni Grasso, dove si ricostruisce che l'auto utilizzata dagli assassini aveva una targa composta, ricavata da auto rubate dai NAR; Izzo, inoltre, si è anche autoaccusato dell'omicidio di Amilcare Di Benedetto, ucciso quattro mesi prima del massacro del Circeo, il cui corpo però non è mai stato ritrovato.
Riguardo alle dichiarazioni sull'estrema destra, se durante i processi degli anni '80 non avevano avuto riscontri o non erano state particolarmente considerate dai giudici, con gli anni '90, sovente, hanno trovato conferme da parte dell'autorità giudiziaria. Scrive il G.I. Salvini: «paradossalmente non solo il più esatto inquadramento del ruolo svolto da Angelo Izzo nell'eversione di destra ma anche importanti elementi autonomamente raccolti nel corso di questa istruttoria consentono di affermare che la sottovalutazione delle sue prime dichiarazioni era del tutto fuor di luogo.»
La giornalista Federica Sciarelli nel suo libro Tre bravi ragazzi liquida in poche righe l'appartenenza politica di Izzo: «Ogniqualvolta Izzo entra in un nuovo carcere, così come farà Guido, si qualifica come detenuto di destra. Ma se riesce a infinocchiare i carcerati per reati comuni, non riesce a convincere quelli per reati politici». In realtà, dagli atti processuali, emerge uno spaccato opposto. Il ruolo di Izzo interno del neofascismo, durante la carcerazione, è facilmente dimostrabile perché Izzo partecipa a Quex, periodico clandestino della destra rivoluzionaria ispirato agli scritti di Giorgio Franco Freda e Julius Evola, fondato già nel 1978 insieme a Mario Tuti, Edgardo Bonazzi, Maurizio Murelli e Fabrizio Zani. Izzo in carcere si lega a numerosi neofascisti, ad esempio gli stessi Fioravanti e Bonazzi, ma anche Sergio Calore Sergio Latini e Valerio Viccei detto «Lupo», come si evidenzia, nelle tante dichiarazioni raccolte dai magistrati.

### Le evasioni e il rilascio in semilibertà
Izzo provò varie volte a evadere. Nel gennaio 1977 tentò di evadere dal carcere di Latina assieme a Guido, prendendo in ostaggio il maresciallo degli agenti di custodia, ma il tentativo non riuscì. Nel gennaio 1986 gli venne attribuito un tentativo di evasione dal supercarcere di Paliano. Il 25 agosto 1993, approfittando di un permesso premio, si allontanò dal carcere di Alessandria e riuscì a espatriare in Francia. Venne poi catturato a Parigi a metà settembre ed estradato in Italia.
Nel dicembre 2004 ottenne la semilibertà dal carcere di Campobasso, su disposizione dei giudici di Palermo, per andare a lavorare nella cooperativa "Città futura".

### Il massacro di Ferrazzano
Il 28 aprile 2005 Izzo uccise Maria Carmela Linciano e Valentina Maiorano, all'epoca sotto protezione a Ferrazzano (in provincia di Campobasso) e rispettivamente moglie e figlia di Giovanni Maiorano, ex affiliato (poi pentito) della Sacra corona unita, che Izzo conobbe in carcere. Linciano aveva consegnato dei soldi a Izzo per l'apertura di un ristorante a Frasso Telesino, in provincia di Benevento, ma quei soldi non erano stati mai investiti. Il delitto fu rivelato il 30 aprile da Guido Palladino e Luca Palaia, inizialmente arrestati per traffico illecito di armi, che avevano partecipato all'occultamento dei cadaveri. La concessione della semilibertà fu poi fortemente criticata dopo l'omicidio e fu causa di una polemica tra i Tribunali di Sorveglianza di Campobasso e di Palermo, i quali si accusarono l'un l'altro della paternità di tale decisione.
Izzo fu condannato nuovamente all'ergastolo, con sentenza confermata nei due successivi gradi di giudizio. Palladino patteggiò tre anni e due mesi di reclusione per concorso in occultamento di cadavere, mentre Palaia fu condannato a 24 anni per concorso in omicidio, occultamento e tentativo di distruzione dei cadaveri, aumentati a 30 in appello e confermati in Cassazione.

### Il matrimonio con Donatella
Nel novembre 2009 la giornalista Donatella Papi dichiarò di voler sposare Izzo e di lottare perché si riaprissero i due processi che lo hanno portato all'ergastolo, scatenando nuove polemiche. I due si sposarono il 10 marzo 2010 nel carcere di Velletri. La relazione sembrò essere terminata dopo circa un anno: la giornalista disse che Izzo le aveva confidato di essere responsabile «di altri fatti gravissimi per la nostra Repubblica», aggiungendo che, pur rimanendo dell'idea che non fosse responsabile dei delitti per cui fu condannato, «io mi fermo qui, perché non mi voglio fare complice di cose che non condivido». Tuttavia, in occasione dell'assoluzione nel processo per diffamazione delle due vittime di Ferrazzano, Papi dichiarò che la crisi fra i due era rientrata.

### Le ultime vicende giudiziarie
Izzo fu inoltre rinviato a giudizio per altri due fatti legati al "massacro di Ferrazzano". Il primo processo si basò su una denuncia per diffamazione presentata da Giovanni Maiorano, perché Izzo affermò durante un interrogatorio di aver avuto rapporti sessuali con le vittime. Izzo fu condannato in primo grado al pagamento di 2.300 euro, ma il 29 settembre 2011 fu assolto «perché il fatto non costituisce reato».
Il secondo processo riguardava presunte false attestazioni, relative al rapporto di lavoro che consentì a Izzo di uscire dal carcere in regime di semilibertà: il processo di primo grado si concluse con una condanna a un anno e sei mesi di reclusione, ma fu assolto in appello, assieme all'allora direttore della cooperativa Dario Saccomani (anche lui condannato in primo grado a un anno di carcere).
Il 21 febbraio 2013, il tribunale di Campobasso impose a Izzo l'isolamento diurno per tre anni, in seguito al cumulo dei due ergastoli che sta ancora scontando.
Nell'ottobre del 2021 Izzo nel carcere di Velletri davanti alla Commissione parlamentare antimafia riprende alcune sue dichiarazioni riguardo alla morte della friulana Rossella Corazzin, diciassettenne scomparsa il 21 agosto del 1975 mentre si trovava con la famiglia in vacanza nel Bellunese, e archiviate nel 2016 dalla procura di Perugia giudicando la sua versione inattendibile. Izzo aveva ricondotto il sequestro e l'omicidio della ragazzina agli ambienti esoterici e a quelli della destra eversiva che all'epoca ruotava intorno a lui, a Gianni Guido e ad Andrea Ghira. A suo dire la Corazzin era stata scelta perché vergine e rapita da quattro persone per essere usata come vittima sacrificale in una cerimonia d'iniziazione della Confraternita della Rosa Rossa e della Croce d'oro nella villa del dottor Francesco Narducci sul lago Trasimeno. Una volta terminato il macabro rituale, la ragazza sarebbe stata fatta uscire dalla stanza «e quella è l’ultima volta che l’ho vista». Izzo si dice certo che la ragazza sia stata ammazzata e che il cadavere sarebbe stato sotterrato nel bosco.

### La scrittura in carcere
Izzo ha sempre mantenuto una propensione per la scrittura, resa nota dopo il secondo arresto nel 2005: ha dichiarato di aver scritto in carcere già dal 1975. Non ha però ancora pubblicato alcun volume.
Nel giugno 2005 venne resa pubblica da un operatore culturale del carcere di Campobasso, l'esistenza di un manoscritto di Angelo Izzo, The Mob, 400 pagine suddivise in 21 capitoli; descrizione della follia di un pugno di giovani pariolini che sovverte la capitale. I capitoli suddividono diverse esperienze del giro di viale Pola e corso Trieste: dall'eroina alle prime esperienze omosessuali, dallo stupro alla rapina a mano armata, fino all'omicidio. Il romanzo The Mob non è stato ancora pubblicato. La rivista Panorama pubblicò alcuni capitoli del manoscritto in uno speciale dal titolo Stupro e torturo. Io, Angelo Izzo, vivo così.

## Influenze nella cultura di massa
- Angelo Izzo viene citato nel singolo Killer Star di Immanuel Casto.[36]
- Il romanzo La scuola cattolica (2016) di Edoardo Albinati cerca di descrivere il contesto culturale in cui è maturato il massacro del Circeo e il ruolo di Izzo. Da esso nel 2021 è stato tratto un film di Stefano Mordini, sempre dal titolo La scuola cattolica e dove Angelo Izzo è interpretato da Luca Vergoni.
- Nella miniserie del 2022 Circeo, Izzo è interpretato da Guglielmo Poggi, che ha da poco rivelato di aver scritto la sceneggiatura di un film dedicato interamente ad Angelo Izzo[37] e al dopo Circeo, ovvero al massacro avvenuto a Ferrazzano.